# Тімо Вуоренсола
Тімо Вуоренсола (фін. Timo Vuorensola; нар. 29 листопада 1979) — фінський кінорежисер, співак і актор. Він зняв два фільми з франшизи Зоряна руїна: Star Wreck V: Lost Contact і Star Wreck: In the Pirkinning, створені Самулі Торсоненом. Вуоренсола грає роль лейтенанта Карлика у фільмах. Він також зняв фільм «Залізне небо» та його продовження «Прийдешня раса». Він також є головним вокалістом і співзасновником дарк-індастріал-гурту Älymystö.
Першим американським фільмом режисера Вуоренсоли став у 2022 році Джиперс Кріперс: Відродження, перезапуск культової серії фільмів.. У 2023 році він зняв фільм 97 хвилин з Алеком Болдвіном в головній ролі.

## Фільмографія
- 1996: Star Wreck IV: The Kilpailu
- 1997: Star Wreck V: Lost Contact

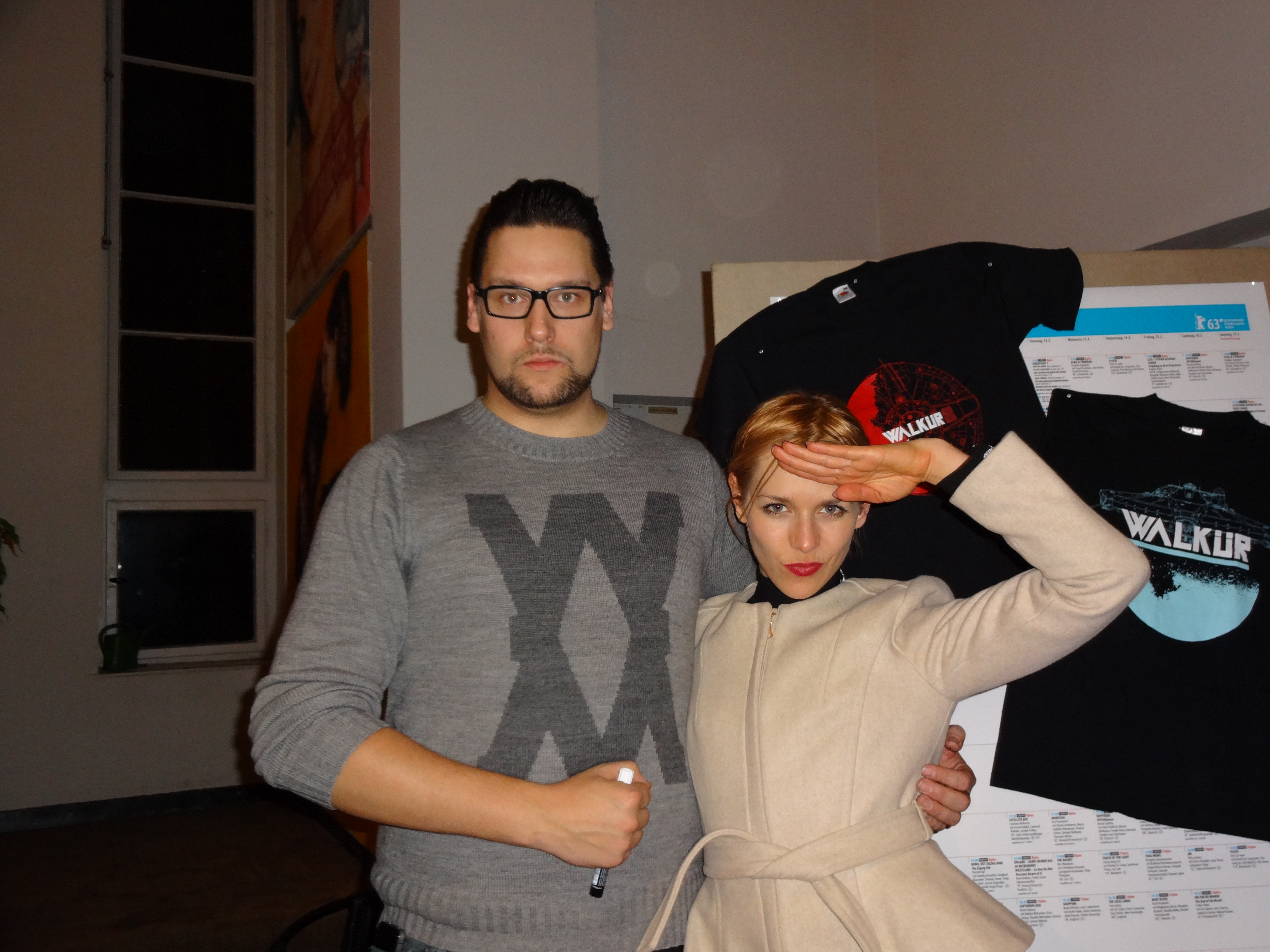
Вуоренсола з Джулією Дітце, головною актрисою у фільмі «Залізне небо», у 2013 році.

- 2005: Зоряна руїна: На початку Пірка
- 2012: Залізне небо
- 2019: Залізне небо: Прийдешня раса
- 2022: Джиперс Кріперс: Відроджений
- 2023: 97 хвилин